# Старий Вюртемберг
Старий Вюртемберг (нім. Altwürttemberg) був князівською територією Вюртемберга до імперського договору або Reichsdeputationshauptschluss 1803 року, на відміну від Нового Вюртемберга, який послідував і отримав велику кількість додаткових територій, особливо на схід і південь від Старого Вюртемберга.

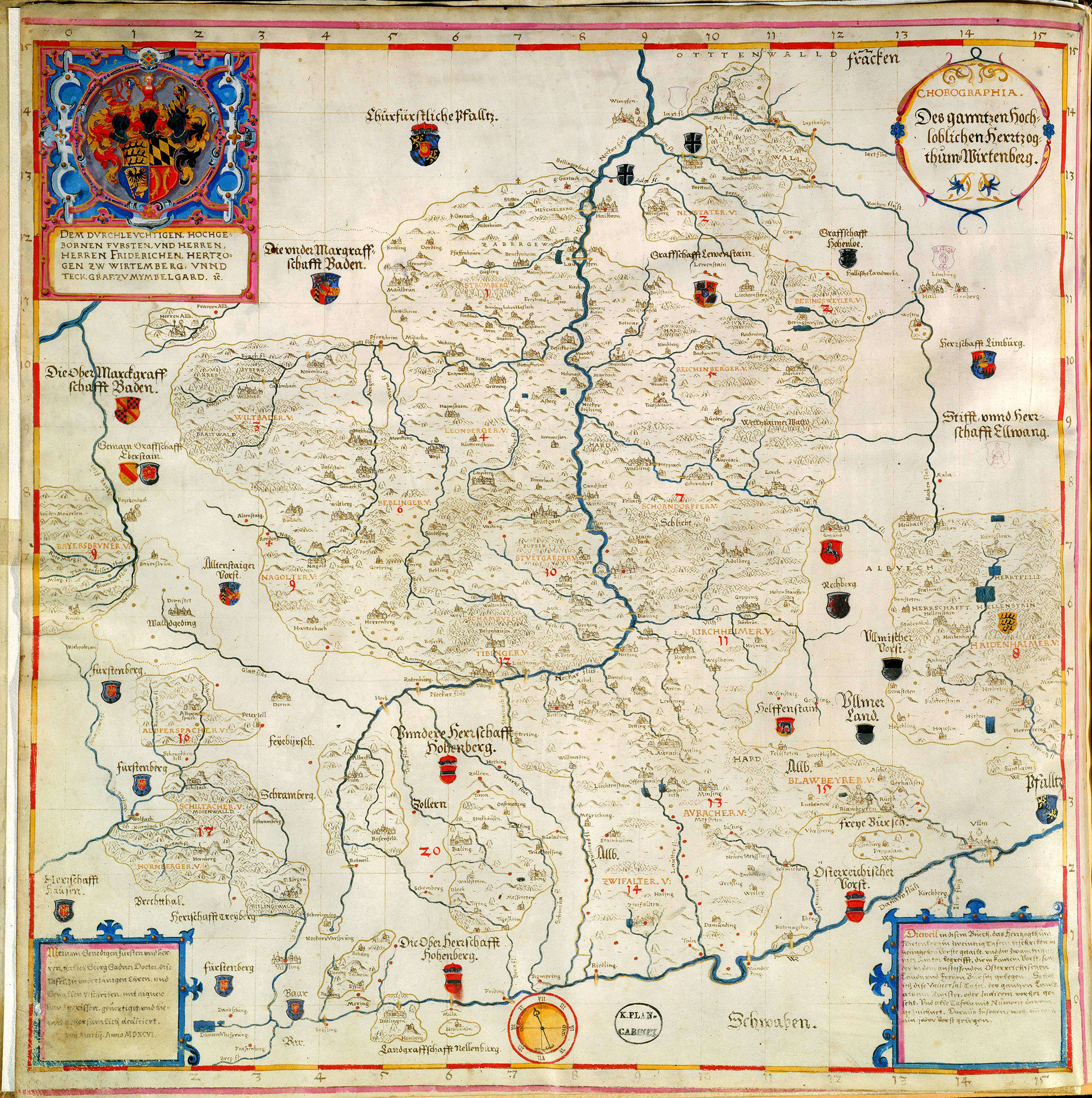
Герцогство Вюртемберг у 1596 році: Гаднер позначив червоною крапкою місця під іноземним пануванням.

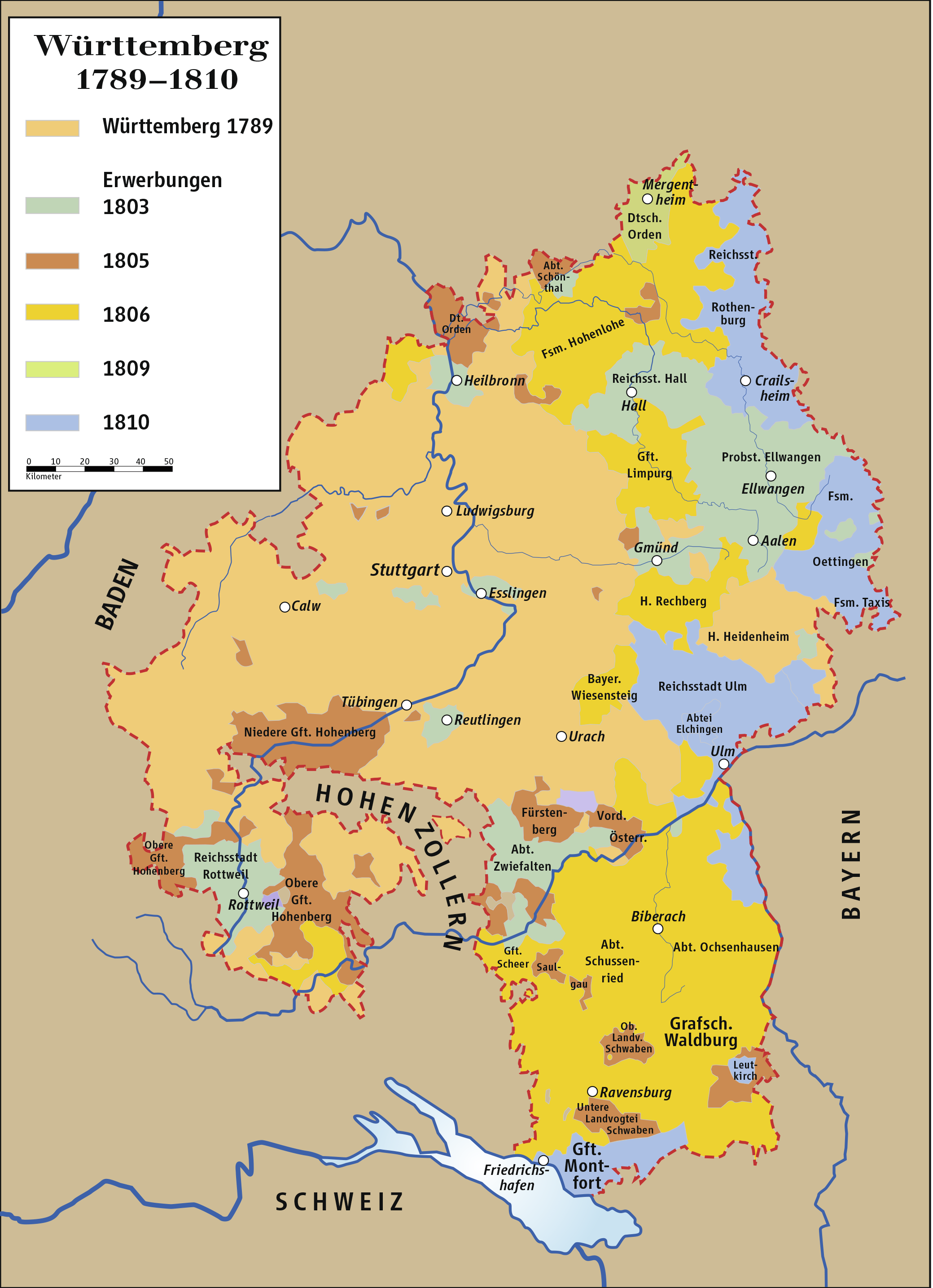
Старий Вюртемберг у 1789 році

## Географічна структура
Старий Вюртемберг складався з тих регіонів, які належали герцогству Вюртемберг до 1803 року. До них входили колишнє графство Вюртемберг у центрі Середнього Неккара та додаткові території, які воно здобуло: графства Кальв, Мемпельгард, Тюбінген, Урах і Вайхінген, баронство Гейденхайм і Тек, успадковане Рейхслехен, або імперський феод Грюнінген, і численні менші володіння, а також багато церковних територій, які герцоги Ульріх і Крістоф захопили та секуляризували на хвилі Реформації.
Незалежними «островами» на землі Вюртемберга були імперські міста Гайльбронн, Есслінген, Вайль-дер-Штадт, Ройтлінген і великий Ульм на південно-східному краю, а також кілька світських володінь, розташування яких позначено Георгом Гаднером на його оглядовій карті 1596 року як червоні точки. До 1803 року Вюртемберг був однією з небагатьох протестантських територій, які мали місце і право голосу в Швабському колі.